# Майкаинзолото
«Майкаинзолото», Майкайынский золотообогатительный комбинат. Основан в 1932. В ноябре 1997 года передан в управление фирмы «ДП Хандел ГМБХ» в составе компании «Ист пойнт холдинг ЛТД» (Кипр). 
Эксплуатирует колчеданное золото полиметаллические месторождений Майкайынской группы и прилегающих к ней месторождений Алпыс, Абыз. 
В настоящее время разработаны открытым способом окисленные руды месторождений Майкайын, Майкайыи В, Алпыс, Абыз, Торт-Кудук. 
В составе предприятия 4 обогатительной фабрики, химические лаборатории и вспомогательные инфраструктуры.